# Aleksander Wachniewski
Aleksander Wachniewski (ur. 1891, zm. ?) – inżynier, członek Polskiej Partii Robotniczej.
14 czerwca 1945 został wybrany następcą pierwszego pełnomocnika rządu we Wrocławiu, czyli w ówczesnych realiach prezydentem miasta po tym, jak w niełaskę władz komunistycznych popadł Bolesław Drobner. 12 listopada 1946 został odznaczony Złotym Krzyżem Zasługi. 15 lutego 1947 na stanowisku zastąpił go Bronisław Kupczyński.